# Revolta da Melancia
A Revolta da Melancia ou incidente da fatia de melancia (em castelhano:  Incidente de la tajada de sandía) foi um evento violento que ocorreu entre panamenhos e estadunidenses em 15 de abril de 1856, e que levou à primeira intervenção dos Estados Unidos no Panamá - que nessa época era parte da República de Nova Granada (atual Colômbia).

## Antecedentes
Em 1846, com o Tratado Mallarino-Bidlack, os Estados Unidos asseguraram o direito de trânsito através do istmo do Panamá, uma alternativa menos dispendiosa em tempo e dinheiro para passar do Oceano Atlântico ao Oceano Pacífico. A outra possibilidade era navegar por toda a América do Sul e atravessar o Estreito de Magalhães. Em 1848, o ouro foi descoberto na Califórnia (EUA), uma questão que causou uma grande expansão estadunidense para o oeste, sendo vital a passagem interoceânica do istmo panamenho. Em 1850, os Estados Unidos estavam construindo a Ferrovia do Panamá, o que causou um grande afluxo de cidadãos estadunidenses na área, tanto de trabalhadores como de transeuntes, que apresentavam um comportamento arrogante, violento e agressivo contra a população local.
A Ferrovia do Panamá tinha trazido problemas econômicos aos comerciantes e camponeses locais do Panamá. Os panamenhos, uma vez que concluíram os trabalhos na ferrovia, ficaram desempregados, o que rescindiu toda a força de trabalho. Os Estados Unidos, em seguida, preencheram os cargos administrativos e de supervisão com os cidadãos estadunidenses, enquanto apenas alguns empregos foram deixados para os panamenhos nas linhas ferroviárias.
O Tratado Mallarino-Bidlack, em seu artigo 35, dava tratamento preferencial aos cidadãos estadunidenses, no que diz respeito aos nativos e outros estrangeiros residentes na área, que não viam com simpatia o tratado nem este artigo em particular, o que causou um forte sentimento antiamericano. Esta situação, em conjunto com o hábito dos estadunidenses de portar armas de fogo e problemas decorrentes com embriaguez, significativamente, provocaram violência e os incidentes sangrentos.

## A Revolta
Pela manhã de 15 de abril de 1856, o navio estadunidense John L. Stephens transportava cerca de 1 000 passageiros para a Cidade do Panamá. No entanto, a estação estava localizada na margem do rio e a Cidade do Panamá não possuía então um cais onde os navios pudessem atracar. Portanto, navios como o John L. Stephens tinham que atracar em uma ilha circundante, neste caso a Ilha Taboga, e, em seguida, ser transportados para Cidade do Panamá. Os passageiros só poderiam ser transportados durante a maré alta e, neste dia em especial, o John L. Stephens chegou durante a maré baixa e, portanto, os passageiros tiveram que sentar e esperar a maré alta.
A maioria dos passageiros estavam bêbados por esta altura, porque muitos deles tinham visitado as cantinas locais antes da viagem. Um americano, Jack Oliver, caminhava ao redor da estação e se deparou com José Manuel Luna, vendendo melancia. Oliver pegou uma fatia de melancia, que custava cinco centavos de dólar, e se recusou a pagar por isso. O que gerou uma discussão que terminou quando Olivier pegou uma arma e atirou em um morador e fugiu do local. Nessa altura chegava a estação o trem Illinois transportando americanos da cidade de Colón, que acabaram envolvidos no pleito.
Isso causou um grande combate entre os panamenhos e norte-americanos que, em desvantagem numérica, recuaram e refugiaram-se na estação ferroviária distante poucos metros do local.
Os moradores saíram em perseguição aos estadunidenses, incendiando o local onde estavam abrigados. A guarda granadina chegou e os estadunidenses iniciaram um tiroteio. Isto levou uma pequena guarnição estadunidense se instalar na região sendo direcionada para reprimir os panamenhos.
Estes acontecimentos foram conhecidos nas cidades vizinhas, até mesmo na cidade de Colón, localizada a cerca de 90 quilômetros de onde iniciaram os fatos, onde uma onda de motins eclodiram. Os distúrbios duraram três dias, após o qual ambas as cidades foram seriamente danificadas por incêndios, destruição e saques, salvando o bairro San Felipe, onde viviam os estrangeiros da classe dominante, uma vez que era murado.
O consulado dos Estados Unidos na Cidade do Panamá informou que 15 americanos foram mortos e pelo menos mais cinquenta ficaram feridos no confronto. Além disso, dois panamenhos foram mortos e outros treze ficaram feridos.

## Consequências
Em 18 de julho de 1856, o comissário estadunidense, Amos Corwine, recomendou em seu relatório "... a ocupação imediata do istmo de oceano a oceano pelos Estados Unidos ... a menos que Nova Granada ... nos convença de sua competência e inclinação para ... fornecer uma proteção adequada e uma rápida e ampla compensação." Isto resultou em uma série de disputas diplomáticas. Obviamente, as autoridades estadunidenses participaram deste relatório e em setembro de 1856 as tropas estadunidenses desembarcaram no istmo e tomaram a estação ferroviária.
Em 19 de setembro do mesmo ano, desembarcaram um destacamento de 160 soldados e tomaram posse da estação ferroviária. A cidade manteve a calma e três dias depois, as tropas se retiraram sem efetuar sequer um tiro. Esta breve ocupação, o primeiro caso de uma intervenção armada no istmo, foi justificada pelo Governo dos Estados Unidos pela cláusula do Tratado de 1846, mediante a qual, os Estados Unidos garantiriam a neutralidade do istmo, de modo que o tráfego não seja interrompido ou obstruído.

### Propostas
Os Estados Unidos fizeram as seguintes propostas:
1. Que a Cidade do Panamá e Colón deveriam ser cidades livres que governariam a si mesmos sob a soberania de Nova Granada, e em conjunto, iriam controlar uma faixa de 20 milhas de largura de oceano a oceano, com a ferrovia como linha central.
2. Nova Granada deveria ceder aos Estados Unidos várias ilhas na Baía do Panamá para uso como bases navais.
3. Nova Granada devia transferir seus direitos sobre a Ferrovia do Panamá para os Estados Unidos.
4. Nova Granada deveria pagar uma indenização pela perda de vidas e destruição de propriedades.

### Compensação
Por fim, o governo de Nova Granada aceitou os termos e assinou o Acordo Herrán-Cass. Em 10 de setembro de 1857, o governo de Nova Granada estabeleceu uma compensação de 412 394 dólares em ouro por perdas e danos:
- 195 410 dólares pelas indenizações decorrentes do motim;
- 65 070 dólares pelas novas reivindicações;
- 9 277 dólares pelas despesas dos comissários;
- 142 637 dólares por interesses.

Porém, os Estados Unidos não estavam sozinhos exigindo indenizações, a França e a Grã-Bretanha, cujos cidadãos acabaram por ser afetados, exigiram também uma compensação.
Por sua vez, os Estados Unidos usaram o incidente como pretexto para pôr em prática artigo 35 do Tratado Mallarino-Bidlack, que representa sua prerrogativa para garantir a neutralidade e livre circulação no Panamá, utilizando as suas forças armadas, quando, a seu critério, o governo local não deu a segurança necessária, levando a uma série de intervenções dos Estados Unidos no istmo durante os séculos XIX e XX, o que acabou agravando a xenofobia e o sentimento nacionalista dos panamenhos.